# Montanregion Harz

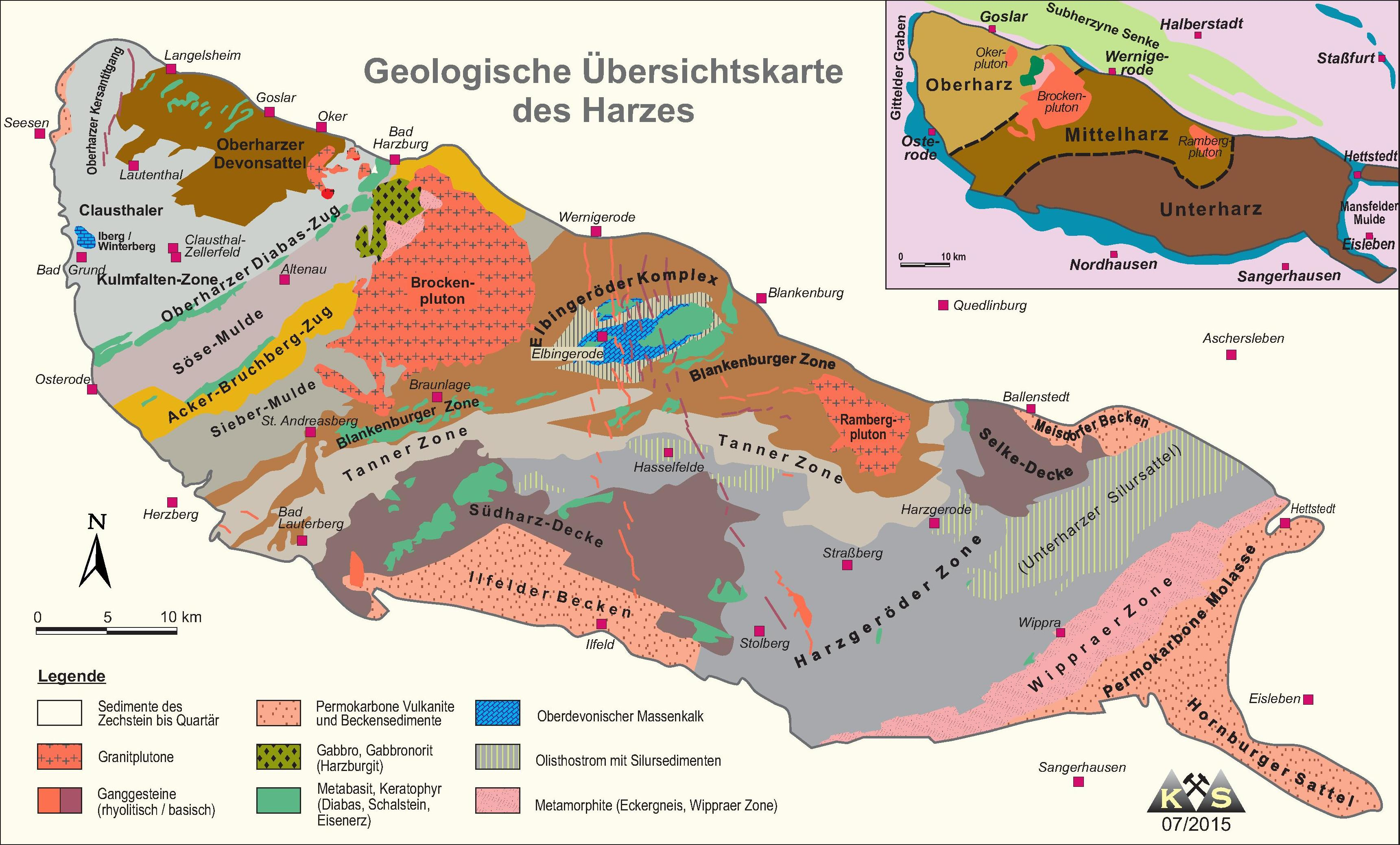
Geologische Karte der Montanregion Harz

Die Montanregion Harz ist eine in über 1000 Jahren entstandene Industriekulturlandschaft im nördlichsten deutschen Mittgebirge, das heute die Grenzregion zwischen den drei deutschen Bundesländern Niedersachsen, Sachsen-Anhalt und Thüringen bildet. Sie ist geprägt von einer Vielzahl historisch weitgehend original erhaltener technischer Denkmäler, sowie zahlreicher mit dem Montanwesen in Verbindung stehender Einzeldenkmale und Sachgesamtheiten. Die Identität und Authentizität der montanen Kulturlandschaft des Harzes ist mit der Montanregion Erzgebirge vergleichbar, die seit 2019 Teil des UNESCO-Welterbes ist.
In der Montanregion Harz wurde bereits im Jahre 2010 dem Erzbergwerk Rammelsberg bei Goslar, der Oberharzer Wasserwirtschaft einschließlich des Klosters Walkenried, der ehemaligen Grube Samson und der Goslarer Altstadt der UNESCO-Weltkulturerbetitel verliehen.

## Geschichte
Der Bergbau auf Buntmetalle und Silber im Harz reicht bis in die Bronzezeit zurück. Analysen, die an gefundenen Schlacken und unverhütteten Erzbrocken aus dem Herrensitz Düna im Südharz durchgeführt worden, belegen eine Verhüttung von Eisenerzen aus Bad Grund im ersten, sowie Oberharzer und Rammelsberger Erze im dritten Jahrhundert nach Christus.
Bereits um das Jahr 968 findet der Bergbau am Rammelsberg 968 in der Res gestae Saxonicae von Widukind von Corvey erstmals seine schriftliche Erwähnung. Nach dieser Chronik hat Otto der Große „im Sachsenland Silberadern eröffnet“ („in Saxonia venas argenti aperuit“). Im Alten Lager wurden 1999 Reste eines Lederschuhs gefunden, die auf das Jahr 1024 datiert werden. Gleichfalls im Untergrund des Alten Lagers wurde im Jahre 2011 eine Holzkonstruktion entdeckt, bei der es sich um den bisher ältesten holzgesicherten Stollen in Mitteleuropa handeln soll. Seit dieser Zeit wurde im Harz ununterbrochen bis nach 1990 Bergbau betrieben. Zu den abgebauten Rohstoffen gehörten u. a. Silber, Zinn, Zink, Cobalt, Nickel, Kupfer und Blei, aber auch Steinkohle. Der Bergbau war ein wichtiger Motor für die zahlreich im Harz bestehenden Kleinstaaten und sorgte wesentlich für einen wirtschaftlichen Aufschwung dieser Montanregion.

## Schaubergwerke im Harz
| Name                                            | Bundesland     | Gemeinde                                         | Bemerkung | Lage | Bild |
| ----------------------------------------------- | -------------- | ------------------------------------------------ | --- | ---- | ---- |
| Knesebeckschacht                                | Niedersachsen  | Bad Grund (Harz)                                 | Grube Hilfe Gottes, Blei, Zink, Silber, Schachtförderung                                                                                               | Lage |      |
| Scholmzeche                                     | Niedersachsen  | Bad Lauterberg im Harz                           | Blei, Zink, Eisen | Lage |      |
| Grube Dorothea                                  | Niedersachsen  | Clausthal-Zellerfeld                             | Silber, Bleiglanz; Kontakt: Oberharzer Bergwerksmuseum                                                                                                 | Lage |      |
| Grube Rosenhof                                  | Niedersachsen  | Clausthal-Zellerfeld                             | untertägige Radstuben, Welterbe, Kontakt: Oberharzer Bergwerksmuseum                                                                                   | Lage |      |
| Besucherbergwerk Rammelsberg                    | Niedersachsen  | Goslar                                           | Weltkulturerbe | Lage |      |
| Besucherbergwerk Grube Lautenthals Glück        | Niedersachsen  | Langelsheim, OT Lautenthal                       | Bleiglanz, Zinkblende; untertägige schiffbare Wasserstrecke, knapp 100 m lang befahrbar                                                                | Lage |      |
| Grube Catharina Neufang                         | Niedersachsen  | Sankt Andreasberg                                | Blei, Silber, Abbauweitungen; Zugang über Grube Samson                                                                                                 | Lage |      |
| Lehrbergwerk Grube Roter Bär                    | Niedersachsen  | Sankt Andreasberg                                | ehemaliges Eisenerzbergwerk; großer Wert wird auf eine bestmögliche Bewahrung des ursprünglichen Zustandes gelegt; dient auch der Trinkwassergewinnung | Lage |      |
| Besucherbergwerk Grube Samson                   | Niedersachsen  | Sankt Andreasberg                                | letzte funktionstüchtige Fahrkunst der Welt, Weltkulturerbe                                                                                            | Lage |      |
| Grube Wennsglückt                               | Niedersachsen  | Sankt Andreasberg                                | Silber, Kupferkies, Kobalt; Betrieb als Teil des Lehrbergwerks Grube Roter Bär                                                                         | Lage |      |
| 19-Lachter-Stollen                              | Niedersachsen  | Wildemann                                        | Blei, Zink, Wasserkraft | Lage |      |
| Straßberger Bergwerksmuseum mit Grube Glasebach | Sachsen-Anhalt | Harzgerode, OT Straßberg                         | Flussspat | Lage |      |
| Schaubergwerk Büchenberg                        | Sachsen-Anhalt | Oberharz am Brocken, OT Stadt Elbingerode (Harz) | Eisen | Lage |      |
| Besucherbergwerk Drei Kronen & Ehrt             | Sachsen-Anhalt | Oberharz am Brocken, OT Stadt Elbingerode (Harz) | ehemalige Grube Schwefelkies-Einheit; Besucherbergwerk ab 1. November 2015 geschlossen                                                                 | Lage |      |
| Schaubergwerk Röhrigschacht                     | Sachsen-Anhalt | Sangerhausen, OT Wettelrode                      | ehemaliges Kupferschiefer-Bergwerk | Lage |      |
| Besucherbergwerk Rabensteiner Stollen           | Thüringen      | Harztor, OT Ilfeld                               | Steinkohlebergwerk im Harz | Lage |      |
| Besucherbergwerk Lange Wand                     | Thüringen      | Harztor, OT Niedersachswerfen                    | Kupferschiefer | Lage |      |

## Bergreviere

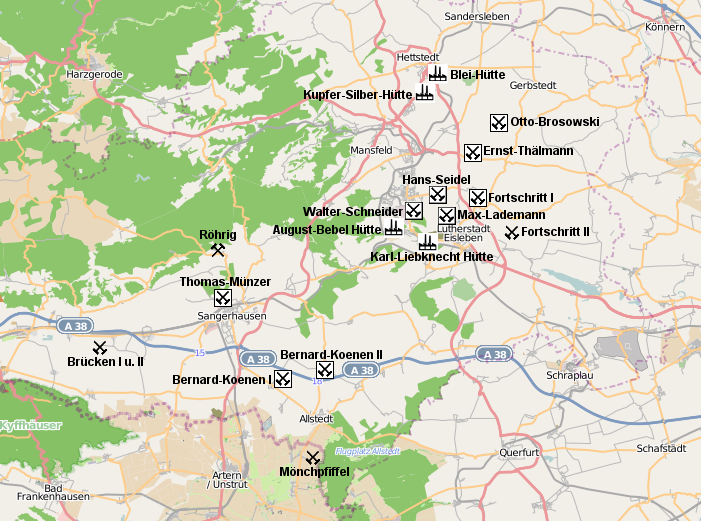
Mansfelder und Sangerhäuser Bergrevier der Mansfeld AG

Zu den bedeutenden Bergrevieren im südöstlichen Harz zählen das Mansfelder und das Sangerhäuser Revier, in denen über mehr als 500 Jahre vor allem Kupferschiefer abgebaut wurde. Eines der wichtigsten Montanunternehmer war dort die Mansfeld AG. In diesen beiden Bergrevieren haben sich bis heute eine überaus große Zahl an technischen Denkmalen aus der jahrhundertealten Bergbaugeschichte der Montanregion Harz erhalten.

## Schriftenreihe
Seit dem Jahre 2001 gibt das Deutsche Bergbau-Museum Bochum die Buchreihe Montanregion Harz heraus, zu deren Autoren zahlreiche namhafte Montanwissenschaftler zählen. Dreizehn Bände dieser Schriftenreihe sind bereits in Druck erschienen.

## Arbeitsgruppe
Die von Dietrich Denecke seit 2007 in Nachfolge von Karl Heinrich Kaufhold geleitete Projektgruppe „Montanregion Harz“ der Historischen Kommission für Niedersachsen und Bremen trägt ebenfalls diesen Namen. Die Arbeitsgruppe trifft sich regelmäßig zweimal im Jahr zum Austausch neuester Forschungserkenntnisse aus der Montanregion Harz.